# Body Positivity

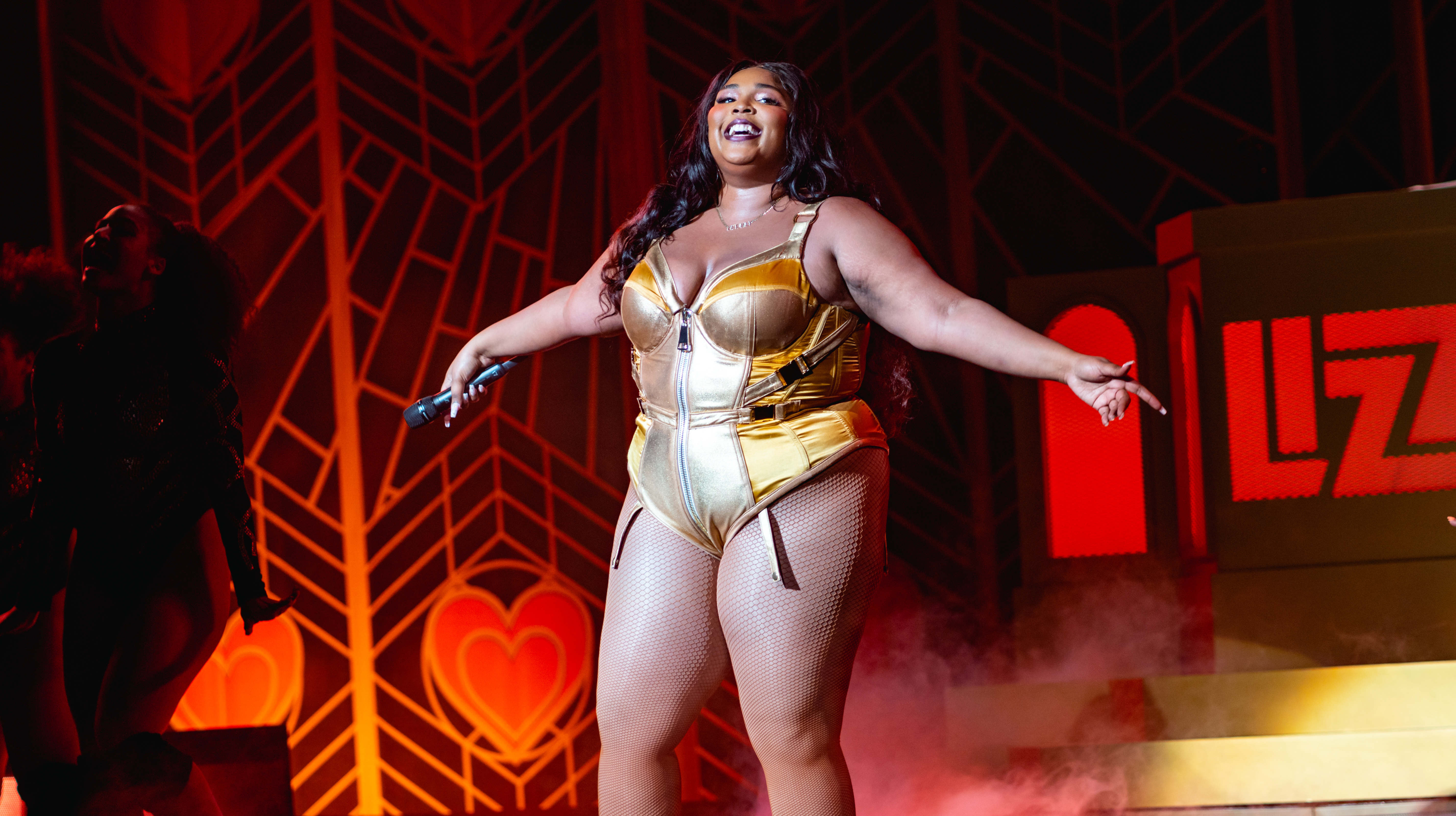
Sängerin Lizzo, eine Ikone der Body Positivity (2019)

Die Bewegung Body Positivity (englisch für positive Einstellung zum Körper, seltener auch: Body Neutrality, Body Liberation) setzt sich für die Abschaffung unrealistischer und diskriminierender Schönheitsideale ein.

## Konzept
Die Bewegung hat sich aus dem Fat Acceptance Movement, das in den 1960er Jahren in den USA aufkam, der Frauenbewegung und der Black-is-Beautiful-Bewegung entwickelt. Unter anderem durch das Internet und soziale Medien (insbesondere Instagram) ist sie zu einem internationalen Phänomen geworden. In ihrem Ursprung gehen ihre Forderungen weit über die Themen Selbstakzeptanz und das eigene Körperbild hinaus, stattdessen spielen soziale Gerechtigkeit, Diversität und intersektionale Anti-Diskriminierung eine große Rolle.
Ziele der Bewegung sind das Bekämpfen unrealistischer Schönheitsideale, die Stärkung des Selbstwertgefühls des Einzelnen und des Vertrauens in andere Menschen. Die Bewegung postuliert ebenfalls, dass Schönheitsideale Konstrukte der Gesellschaft sind und dass diese Ideale das eigene Selbstwertgefühl nicht beeinflussen sollten. Die Grundidee der Bewegung ist, dass sich Personen in ihrem Körper wohlfühlen und ihre körperlichen Eigenheiten akzeptieren sollten.
Aufgrund der zunehmenden Kommerzialisierung von Body Positivity (beispielsweise durch Werbekampagnen der Mode- und Schönheitsindustrie) haben Aktivistinnen wie Jes Baker die Begriffe Body Neutrality und Body Liberation geprägt, um sich auf die Grundwerte von Body Positivity zurückzubesinnen.

## Kritik
Aus feministischer Perspektive wird an Body Positivity – wie sie auf Instagram propagiert wird – kritisiert, dass weiterhin die eigene Attraktivität und das Körperbild im Vordergrund stehen. Eine echte Befreiung von Selbst-Objektifizierung und patriarchalen Strukturen sei so nicht möglich. Kritiker bemängeln, dass die Bewegung von weißen, verhältnismäßig schlanken Frauen gentrifiziert worden sei. Laut Cheryl Frazier und Nadia Mehdi habe sich die Bewegung zu weit von ihren radikalen Wurzeln entfernt. Mit der Konzentration auf Menschen, die Schönheitsidealen weitestgehend entsprächen, seien die Belange stärker diskriminierter übergewichtiger Menschen in den Hintergrund getreten. Kritisiert wird, ob die Body-Positivity-Bewegung möglicherweise unbeabsichtigt Bewertungen des Selbstwerts, die von Äußerlichkeiten abhängen, aufrechterhalten könnte – so erfolgt eine Kommerzialisierung und Vereinnahmung der Bewegung durch große Unternehmen, die die Plattform nutzen, um den Verkauf ihrer Produkte zu fördern. Aus der Kritik an Body Positivity hat sich auch das Konzept der Body Neutrality entwickelt, das alle Menschen, die Probleme mit ihrem Körperbild haben, einbeziehen soll und die Erwartung, dass Menschen stets positive Gefühle in Bezug auf ihren Körper haben sollen, als überzogen kritisiert.
Die Body-Positivity-Bewegung steht auch in der Kritik, einem ungesunden Lebensstil Vorschub zu leisten, indem sie Übergewicht als Normalität darstelle. Cohen et al. bezeichnen derartige Behauptungen in einem Artikel aus dem Jahr 2020 im Journal of Health Psychology als unbegründet. Empirisch könne die Annahme, dass das Ansehen von Body-Positivity-Inhalten zu ungesunden Verhalten oder Übergewicht führt, nicht bestätigt werden. In der Gesamtbetrachtung sei es plausibler, dass der Kontakt mit Body-Positivity-Inhalten eher zu gesunden Lebensweisen führe als gewichtsstigmatisierende Inhalte. Die Forschung über das Thema befinde sich allerdings in einem frühen Stadium, und es seien weitere Untersuchungen erforderlich. Vertreter der Deutschen Adipositas-Gesellschaft (DAG) und der Deutschen Gesellschaft für Essstörungen (DGESS) verwiesen auf viele positive Aspekte bei Body Positivity, bevorzugten aber das Konzept der Body Neutrality, da dieses inklusiver sei und die Aufmerksamkeit von der ästhetischen Bewertung von Körpern auf gesunde Körperfunktionen verschiebe. Die Aufforderung, den eigenen Körper zu lieben, könne für manche Menschen entmutigend sein und „bedingungslose Selbstliebe“ könne „auch dazu beitragen, Gewichtsstörungen zu verharmlosen“.